# ثروت بادآورده
ثروت بادآورده (به انگلیسی: Windfall) نام سریالی است که در سال ۲۰۰۶ از شبکه ان‌بی‌سی پخش شد. این سریال داستان مردم شهر کوچکی را نشان می‌دهد که در یک قرعه‌کشی بخت‌آزمایی برنده ۴۰۰ میلیون دلار می‌شوند.

## بازیگران
- سارا واینتر در نقش بث والش
- جیسون گدریک در نقش کامرون والش
- جون فاستر در نقش دامیان برانر
- آلیس گرک‌زین در نقش فرانکی مک‌ماهون